# Молекулярна генетика
Молекуля́рна гене́тика — галузь науки, яка вивчає структури, що зберігають та формують генетичну інформацію (гени та інші структури, котрі беруть участь у генетичних процесах на субклітинному й молекулярному рівнях) та їх функціональні властивості. У центрі цієї науки лежить концепція генетичного коду, який первинно зумовлює такі ознаки живої матерії, як спадковість і мінливість.

## Напрямки досліджень
Основні напрямки досліджень:
- Збереження генетичної інформації: тонка структура генів, еволюція генетичних систем клітин і вірусів.
- Передача генетичної інформації: біосинтез ДНК, механізми та закономірності передачі генетичної інформації від клітини до клітини, від покоління до покоління.
- Реалізація генетичної інформації: експресія генів, що проявляються в конкретних ознаках і властивостях клітин, вірусів.
- Змінювання генетичної інформації: молекулярна природа та механізми мутацій, рекомбінацій, кросинговеру та репарацій.
- Розроблення нових методів і біотехнологій для практичного використання.